# Distretto di Shinwari
Il distretto di Shinwari è un distretto dell'Afghanistan appartenente alla provincia del Parvan.